# フロスト*
フロスト*（Frost*）は、2004年にジェム・ゴドフリーと、アリーナ、キノ、IQといったバンドのメンバーによって結成されたイギリスのプログレッシブ・ロック・スーパーグループ。2006年に最初のスタジオ・アルバム『ミリオンタウン』をリリースした。
2008年、ゴドフリーは「Darwin's Radio」のボーカリスト兼ギタリストであるデクラン・バークを加えてフロスト*を再編し、セカンド・アルバム『エクスペリメンツ・イン・マス・アピール』をリリースした。バンドは2011年に再び解散し、9月後半に再結成した。
2016年5月27日に待望のサード・アルバム『フォーリング・サテライツ』をリリースした。バンドはプロモーションのため英国ツアーを行った。

## 略歴

### 編成
フロスト*は、2004年9月 に作曲家、音楽プロデューサーで、ミュージシャンのジェム・ゴドフリーによって結成された。アトミック・キトゥンを含む様々なバンドがチャートのトップに登るようなポップ・ヒットを生み出した彼の作品は、広く世界的に知られている。彼はフリーフォール（Freefall）というバンドに居た頃のような、自分の過去の音楽に立ち戻り、プログレッシブな音楽を演奏するとことを強く意識してフロスト*結成の決断を下したという。
現代的なプログレッシブ・ミュージックを幅広く聴いた後、彼はアリーナ、アーバン（The Urbane）、キノといったバンドでの活動で知られるジョン・ミッチェル（現在はイット・バイツのリード・ギタリスト兼シンガー）にアプローチした。ミッチェルはジョン・ジョーウィット（アリーナ、IQ、ジャディス）にゴドフリーを紹介し、アンディ・エドワーズ（ウィッカメン、プライオリィ・オブ・ブライオン、IQ、イアン・パーカー・バンド）も話し合いの席に引き入れた。ジョン・ボーイズ（1990年代、フリーフォールに在籍したゴドフリーの元バンドメイト）は、初期のレコーディングで重要なリズム・ギターの仕事をすでに行っていた。

### レコーディングとパフォーマンス
フロスト*のファースト・アルバムは『ミリオンタウン』と名づけられ、アルバムの最後に収められた26分にも及ぶタイトル・トラックは、Gordon Houghtonによる小説本『The Apprentice』からインスピレーションを受けていた。このアルバムは、2006年7月18日に米国で、7月24日にヨーロッパで発売された。バンドは、アルバムからのナンバーを演奏するために簡易的なツアーを行い、2006年10月にオランダとドイツでの4日間のツアーでパラスをサポートした。

### 解散と再生
ツアーから帰った直後、ゴドフリーは、その月の29日にMySpaceとバンドのブログ記事という形（2日後に同サイトの掲示板にインサイド・アウト・レーベルによって再表示）で、別の場所での彼の専門的かつ個人的な約束のために、残り4日間のコンサート日程を終えたらフロスト*は解散すると発表した。そして、2007年の米国「RoSfest（Rites of Spring festival）」への出演（ツアー日程の最終日となる予定だった）がキャンセルされたことが後に明らかになった。アルバム『ミリオンタウン』に伴うツアーとして最終的にバンドが出演したのは、2006年12月10日にロンドンのキング・クロスにあるThe Scalaにおける、ザ・フラワー・キングスのバックアップであった。
しかし、2007年初頭、ゴドフリーはバンド名を復活させ、2枚目のフロスト*のアルバムのための素材を書いていると自身のブログで明かした。ゴドフリーは2008年になると、「Planetfrost*」というユーザー名で、「Frost* Report」と呼ばれるYouTubeののビデオをいくつか掲載した。2008年初め、レコーディングを進めている間に、フロスト*はスポックス・ビアードの小規模ツアーをサポートした。そのツアーを記録した動画もYouTubeサイトに上げられた。
バンドの再編成を進めるゴドフリーは、2008年11月17日にリリースされることとなる新作『エクスペリメンツ・イン・マス・アピール』でボーカルとギターを補完するため、Darwin's Radioのデクラン・バークを迎え入れた。
2008年11月、アンディ・エドワーズが大学講師としての新しい仕事のために、今後のレコーディング作業には関わるかもしれないが、バンドと一緒にライブ演奏はしなくなると発表した。
2009年1月、スポックス・ビアードのニック・ディヴァージリオが、「RoSFest 2009」でのフロスト*のパフォーマンスのゲスト・ドラマーとして発表された。今後は、アレックス・トーマス（スクエアプッシャー、バッドリー・ドローン・ボーイ）がライブでのドラム演奏を担当するとされたが、その後はクレイグ・ブランデルが引き継いだ。
2009年5月、ジョン・ジョーウィットがバンドからの脱退を発表した。ドリーム・シアターをサポートする予定のギグで、ゴドフリーはレベル42のギタリスト、ネイサン・キングによってベース演奏が行われると発表した。
2009年5月29日、ゴドフリーはAudioBoo（音楽配信＆ポッドキャストのプラットフォーム）を介して、「RoSFest 2009」でのライブを収録したフロスト*のアルバムを『ザ・フィラデルフィア・エクスペリメント』と名付けると発表した。この演奏からの抜粋は、東サセックスのThe Cubeで録音された「The Forget You Song」という新曲を含む限定版EP「FrostFest Live CD」としてリリースされた。

### ザ・ディヴァイディング・ライン
2010年2月2日、ゴドフリーは英国・コロンビア州バンクーバーにあるインターネットベースのプログレッシブ・ロック・ラジオ局「ザ・ディヴァイディング・ライン・ブロードキャスト・ネットワーク（直訳：分割線放送網）」の10周年記念パーティに招待されたことをブログで発表した。ゴドフリーは、彼らのフロスト*に対するサポートに感謝の気持ちを込め、フロスト*の新曲を書き上げてレコーディングすることを自身に義務付け、「ザ・ディヴァイディング・ライン」というタイトルでパーティまでの8週間以内に完成させると約束した。
ゴドフリーは、フロスト*の仲間であるジョン・ミッチェル、アンディ・エドワーズ、デクラン・バーク、ネイサン・キングばかりか、1回限りのプロジェクトのために、タラ・ブッシュ、マーク・マッドフィドラー・ナイト、リンドン・コナー、オリジナル・フロスト*のギタリストであったジョン・ボーイズといった面々も集めた。特別な「Frost* Report」＝「ザ・ディヴァイディング・ライン」エディションが、ゴドフリーのブログにもバンドのYouTubeチャンネル「PlanetFrost*」にも掲載され、そこには曲の仕上がり具合がビデオで記録されていた。
ゴドフリーは3月31日にフロスト*のフォーラムにて、音楽トラックが完成し、2枚組ライブ・アルバム『ザ・フィラデルフィア・エクスペリメント』のボーナス・トラックとして収録されることを発表した。
完成した新曲「ザ・ディヴァイディング・ライン」は、2010年4月3日土曜日の「ザ・ディヴァイディング・ライン・ブロードキャスト・ネットワーク」の10周年記念放送で無事に初演された。

### 無期限活動休止
フロスト*は2010年12月にいくつかのショーで演奏を行った。2011年3月1日、ゴドフリーはバンドを無期限活動休止すると発表した。その決定の主な理由は、彼がバンド・リーダーとして気持ちよくないと感じていたことと、バンドを稼働させることによる仕事量の増加が自分の健康に悪影響を及ぼしてきたことであると述べた。2011年4月14日、ゴドフリーはバンドはなくとも、現在、新しいマテリアルを書いているところだと発表した。そのプロジェクトの名前はまだ不明とされた。

### 帰還、そしてサード・アルバム
2011年9月16日、ゴドフリーはブログで、フロスト*がもう一度、3枚目のアルバムで戻ってくると発表した。「まだこの新しいアルバムの姿、形、人物、サウンドはわかりませんが、間違いなくフロスト*の形になります。私はもう一度、その制作過程の途中、オンラインで『Frost* Report』を利用できるようにしていきます。全体を通して血まみれのマッドハウス（騒々しいもの）になるでしょうけれども、それはフロスト*です」。フロスト*は、2011年12月16日、キングストン・アポン・テムズのプログレッション・ハウスで完売したクリスマス・ショーを行った。
2012年の残りの期間を通じて、フロスト*はアルバムの進行状況に関するビデオ・レポートをアップロードしつつ、新しいアルバムの制作を完全に開始した。ティーザーは公式YouTubeページから毎月のレポートを閲覧することができ、2016年の第2四半期にリリース予定のアルバムへとつながっていった。
2013年5月12日、フロスト*はヒッポドロームで開催された「Celebr8.2 Prog Festival」にて演奏した。2013年12月、ロックフィールド・スタジオでのスタジオ・ライブを収録したアルバム『ザ・ロックフィールド・ファイルズ』（DVD & CD）をリリースした。
2015年12月、フロスト*は、2016年5月にリリースされたバンドの3枚目のスタジオ・アルバム『フォーリング・サテライツ』をプロモーションするため、2016年6月 - 7月の英国ツアーを発表した。このツアーには、2016年7月23日土曜日に英国ケント州メードストンのモートパークにて開催された「2016 Ramblin Man Fair」における「Prog Stage」への出演が含まれ、そこでは4曲カットされたセットでの演奏が行われた。
フロスト*の3枚目のスタジオ・アルバム『フォーリング・サテライツ』は、2016年5月27日にリリースされた。2016年5月31日、バンド初の公式音楽ビデオ（曲は「Numbers」）が初お目見えした。
2019年5月15日、ドラマーのクレイグ・ブランデルがスケジュールの競合によりバンドを辞めたことが発表された。

### クレイグ・ブランデル復帰
2021年にリリースされた4枚目のスタジオ・アルバム『デイ・アンド・エイジ』では、パット・マステロットなどのドラマーをゲストに迎えてレコーディングした。本作を受けて2022年11月から始まったツアーではクレイグ・ブランデルが復帰した。2022年11月30日のイギリス、バース公演を収録した2CD+DVD『アイランド・ライヴ』が2023年にリリースされた。
2024年には5枚目のスタジオ・アルバム『ライフ・イン・ザ・ワイヤーズ』がリリースされた。本作は『デイ・アンド・エイジ』の続編として創り上げたコンセプチュアル・アルバムになっている。

## ラインナップ
| 最新メンバー - ジェム・ゴドフリー（Jem Godfrey） - ボーカル、キーボード (2004年-2006年、2008年-2011年、2011年-現在) - ジョン・ミッチェル（John Mitchell） - ギター、ボーカル (2004年-2006年、2008年-2011年、2011年-現在) - ネイサン・キング（Nathan King） - ベース (2009年-2011年、2011年-現在) - クレイグ・ブランデル（Craig Blundell） - ドラム (2011年-2019年、2022年-現在) 過去のメンバー - ジョン・ジョーウィット（John Jowitt） - ベース (2004年-2006年、2008年-2009年) - アンディ・エドワーズ（Andy Edwards） - ドラム (2004年-2006年、2008年-2011年) - ジョン・ボーイズ（John Boyes） - ギター (2004年-2006年) - デクラン・バーク（Declan Burke） - ボーカル、アコースティックギター (2008年-2011年) | 過去のツアー・メンバー - ニック・ディヴァージリオ（Nick D'Virgilio） - ドラム (2009年) - アレックス・トーマス（Alex Thomas） - ドラム (2009年-2010年) |

## ディスコグラフィ

### スタジオ・アルバム
- 『ミリオンタウン』 - Milliontown (2006年)
- 『エクスペリメンツ・イン・マス・アピール』 - Experiments in Mass Appeal (2008年)
- 『フォーリング・サテライツ』 - Falling Satellites (2016年)
- 『デイ・アンド・エイジ』 - Day And Age (2021年)
- 『ライフ・イン・ザ・ワイヤーズ』 - Life In The Wires (2024年)

### ライブ・アルバム
- 『ザ・フィラデルフィア・エクスペリメント』 - The Philadelphia Experiment (2010年)
- 『ザ・ロックフィールド・ファイルズ』 - The Rockfield Files (2013年)
- 『アイランド・ライヴ』 - Island Live (2023年)

### EP
- Tour Sampler 2008 (2008年) ※『エクスペリメンツ・イン・マス・アピール』のサンプラー的な限定盤
- Frost*Fest Live (2009年) ※『ザ・フィラデルフィア・エクスペリメント』のサンプラー的な限定盤
- Others (2020年) ※『フォーリング・サテライツ』制作時のアウトテイク集

### コンピレーション・アルバム
- 13 Winters (2020年) ※8枚組CDボックスセット